# Commonwealth Games 2010/Rhythmische Sportgymnastik
Bei den Commonwealth Games 2010 im indischen Neu-Delhi fanden in der Rhythmischen Sportgymnastik sechs Wettbewerbe für Frauen statt.
Austragungsort war die Indira-Gandhi-Arena.

## Ergebnisse

### Mannschaftsmehrkampf
| Platz | Land       | Mannschaft | Punkte  |
| ----- | ---------- | ---------- | ------- |
| 1     | Australien | Australien | 235.775 |
| 2     | Kanada     | Kanada     | 224.325 |
| 3     | England    | England    | 220.475 |

Datum: 12. Oktober 2010

### Einzelmehrkampf
| Platz | Land | Sportlerin             | Punkte  |
| ----- | ---- | ---------------------- | ------- |
| 1     | AUS  | Naazmi Johnston        | 100.100 |
| 2     | CYP  | Chrystalleni Trikomiti | 98.975  |
| 3     | MAS  | Elaine Koon            | 96.000  |

Datum: 13. Oktober 2010

### Ball
| Platz | Land | Sportlerin             | Punkte |
| ----- | ---- | ---------------------- | ------ |
| 1     | AUS  | Naazmi Johnston        | 25.100 |
| 2     | MAS  | Elaine Koon            | 24.500 |
| 3     | CYP  | Chrystalleni Trikomiti | 24.350 |

Datum: 14. Oktober 2010

### Band
| Platz | Land | Sportlerin             | Punkte |
| ----- | ---- | ---------------------- | ------ |
| 1     | CYP  | Chrystalleni Trikomiti | 25.700 |
| 2     | AUS  | Naazmi Johnston        | 24.600 |
| 3     | MAS  | Elaine Koon            | 24.400 |

Datum: 14. Oktober 2010

### Reifen
| Platz | Land | Sportlerin             | Punkte |
| ----- | ---- | ---------------------- | ------ |
| 1     | MAS  | Elaine Koon            | 25.300 |
| 2     | WAL  | Francesca Jones        | 24.750 |
| 3     | CYP  | Chrystalleni Trikomiti | 24.500 |

Datum: 14. Oktober 2010

### Seil
| Platz | Land | Sportlerin             | Punkte |
| ----- | ---- | ---------------------- | ------ |
| 1     | CYP  | Chrystalleni Trikomiti | 25.800 |
| 2     | AUS  | Naazmi Johnston        | 25.100 |
| 3     | MAS  | Elaine Koon            | 24.950 |

Datum: 14. Oktober 2010